# پیرینودین
پیرینودین (انگلیسی: Piminodine) نوعی مسکن اوپیوئیدی است که از نظر ساختاری مشابه پتیدین بوده و قبلاً به عنوان ضددرد استفاده میشد، اما امروزه دیگر کاربرد چندانی ندارد.